# Hammerschmitt
A Hammerschmitt német együttes. Heavy metal és Neue Deutsche Härte műfajokban zenélnek.

## Története
1997-ben alakultak meg. A zenekar elődjének az 1986-tól 1997-ig tevékenykedett "Pierrot" együttes számít. A Pierrot tagjai "keményebb, modernebb" hangzást szerettek volna létrehozni. Ezért 1997-ben Hammerschmitt-re nevezték át magukat. Első demójukat megalakulásuk évében adták ki. Rammstein,- Metallica- és AC/DC dalokat dolgoztak fel, ezek mellett német nyelvű dalokat is énekeltek. Feliratkoztak az "MTM Music" kiadóhoz, és 2000-ben piacra dobták első nagylemezüket, amely a zenekar nevét viseli. 2005-ben, 2011-ben és 2016-ban is piacra dobtak nagylemezeket, 2016-ban első angol nyelvű stúdióalbumukat jelentették meg. Az együttes a motorosok körében kultikus státuszt ért el, ugyanis főleg motoros találkozókon játszottak.
2016-ban Magyarországon is koncerteztek, a Dürer Kertben, a "Serious Black" és a "Sinbreed" zenekarokkal együtt. Az együttes nem összekeverendő az ugyanilyen nevű, szintén német zenekarral, amely 1984-ben alakult meg.

## Tagok
- Ben - ének
- Gernot - elektromos gitár
- Summi - elektromos gitár
- Armin - basszusgitár
- Steve - ütős hangszerek

## Diszkográfia
- Hammerschmitt (2000)
- Mein Herz (2005)
- 12 - Jenseits der Stille (2011)
- Still on Fire (2016)
- Dr. Evil (2019)

### Demók
- Hammerschmitt (1997)
- Crazy (2002)

### EP-k
- Born to Rock - Vol. 1 (2013)
- Born to Rock - Vol. 2 (2016)

### Koncertalbumok
- 20 Jahre für die Ewigkeit (album/DVD, 2006)